# Función continua de Cauchy
En matemáticas, una función continua de Cauchy (o también función regular de Cauchy) es un tipo especial de función continua entre espacios métricos (o espacios más generales). Las funciones continuas de Cauchy tienen la útil propiedad de que siempre pueden extenderse (exclusivamente) al espacio métrico completo de su dominio.

## Definición
Sean {\displaystyle X} e {\displaystyle Y} espacios métricos, y sea {\displaystyle f:X\to Y} una función de {\displaystyle X} sobre {\displaystyle Y.} Entonces, {\displaystyle f} es continua de Cauchy si y solo si, dada cualquier sucesión de Cauchy {\displaystyle \left(x_{1},x_{2},\ldots \right)} en {\displaystyle X,} la sucesión {\displaystyle \left(f\left(x_{1}\right),f\left(x_{2}\right),\ldots \right)} es una sucesión de Cauchy en {\displaystyle Y.}

## Propiedades
Cada función continua uniforme también es continua de Cauchy. Por el contrario, si el dominio {\displaystyle X} está totalmente acotado, entonces toda función continua de Cauchy es uniformemente continua. De manera más general, incluso si {\displaystyle X} no está totalmente acotado, una función en {\displaystyle X} es continua de Cauchy si y solo si es uniformemente continua en cada subconjunto totalmente acotado de {\displaystyle X.}
Cada función continua de Cauchy es continua. Por el contrario, si el dominio {\displaystyle X} es un espacio métrico completo, entonces toda función continua es continua de Cauchy. De manera más general, incluso si {\displaystyle X} no está completo, siempre que {\displaystyle Y} esté completo, entonces cualquier función continua de Cauchy de {\displaystyle X} a {\displaystyle Y} se puede extender a una función continua (y por lo tanto, continua de Cauchy) definida en el espacio métrico completo de {\displaystyle X,} necesariamente único.
Combinando estos hechos, si {\displaystyle X} es compacto, entonces las aplicaciones continuas, las aplicaciones continuas de Cauchy y las aplicaciones uniformemente continuas en {\displaystyle X} son todas iguales.

## Ejemplos y  contra ejemplos
Dado que la recta real {\displaystyle \mathbb {R} } está completa, las funciones continuas en {\displaystyle \mathbb {R} } son continuas de Cauchy. Sin embargo, en el subespacio {\displaystyle \mathbb {Q} } de los números racionales, las cosas son diferentes. Por ejemplo, defínase una función de dos valores de modo que {\displaystyle f(x)} sea {\displaystyle 0} cuando {\displaystyle x^{2}} sea menor que {\displaystyle 2} pero {\displaystyle 1} cuando {\displaystyle x^{2}} sea mayor que {\displaystyle 2} (téngase en cuenta que {\displaystyle x^{2}} nunca es igual a {\displaystyle 2} para cualquier número racional {\displaystyle x}). Esta función es continua en {\displaystyle \mathbb {Q} } pero no es continua de Cauchy, ya que no se puede extender continuamente a {\displaystyle \mathbb {R} .} Por otro lado, cualquier función uniformemente continua en {\displaystyle \mathbb {Q} } debe ser continua de Cauchy. Para un ejemplo no uniforme en {\displaystyle \mathbb {Q} ,}, considérese que {\displaystyle f(x)} sea {\displaystyle 2^{x}}. Esta función no es uniformemente continua (en todo {\displaystyle \mathbb {Q} }), pero es continua de Cauchy (este ejemplo funciona igualmente bien en {\displaystyle \mathbb {R} }).
Una sucesión de Cauchy {\displaystyle \left(y_{1},y_{2},\ldots \right)} en {\displaystyle Y} se puede identificar con una función continua de Cauchy de {\displaystyle \left\{1,1/2,1/3,\ldots \right\}} a {\displaystyle Y,} definida por {\displaystyle f\left(1/n\right)=y_{n}.} Si {\displaystyle Y} es completo, entonces esto se puede extender a {\displaystyle \left\{1,1/2,1/3,\ldots \right\};}. {\displaystyle f(x)} será el límite de la sucesión de Cauchy.

## Generalizaciones
La continuidad de Cauchy tiene sentido en situaciones más generales que los espacios métricos, pero entonces hay que pasar de sucesiones a redes (o equivalentemente filtros). La definición anterior se aplica, siempre y cuando la sucesión de Cauchy {\displaystyle \left(x_{1},x_{2},\ldots \right)} se reemplace con una red arbitraria. De manera equivalente, una función {\displaystyle f} es continua de Cauchy si y solo si, dado cualquier espacio uniforme {\displaystyle {\mathcal {F}}} en {\displaystyle X,} entonces {\displaystyle f({\mathcal {F}})} es una base de filtros de Cauchy en {\displaystyle Y.} Esta definición concuerda con lo anterior en espacios métricos, pero también funciona para espacios uniformes y, de manera más general, para un espacio de Cauchy.
Cualquier conjunto dirigido {\displaystyle A} puede convertirse en un espacio de Cauchy. Luego, dado cualquier espacio {\displaystyle Y,} las redes de Cauchy en {\displaystyle Y} indexadas por {\displaystyle A} son las mismas que las funciones continuas de Cauchy desde {\displaystyle A} hacia {\displaystyle Y.} Si {\displaystyle Y} está completo, entonces la extensión de la función a {\displaystyle A\cup \{\infty \}} dará el valor del límite de la red. Esto generaliza el ejemplo de sucesiones anterior, donde 0 debe interpretarse como {\displaystyle {\frac {1}{\infty }}.}